# Ichnanthus tarumanensis
Ichnanthus tarumanensis är en gräsart som beskrevs av George Alexander Black och Fróes. Ichnanthus tarumanensis ingår i släktet Ichnanthus och familjen gräs. Inga underarter finns listade i Catalogue of Life.